# Star Wars: Battlefront II (gra komputerowa 2017)
Star Wars: Battlefront II – komputerowa gra akcji osadzona w uniwersum Gwiezdnych wojen, wyprodukowana przez EA DICE. Została wydana przez Electronic Arts na platformy Microsoft Windows, PlayStation 4 i Xbox One 17 listopada 2017 roku. Wcześniejsze nabycie edycji specjalnej umożliwiało rozpoczęcie rozgrywki już 14 listopada.

## Rozgrywka
Gra rozbudowuje tryb jednoosobowy w stosunku do poprzedniej części – zawiera tryb kampanii przeznaczony dla jednego gracza, który opowiada historię przywódczyni elitarnych oddziałów imperium – Iden Versio. Kolejną zmianą w stosunku do pierwszej części jest możliwość grania w trzech różnych epokach (Wojny klonów, czasy Imperium, starcie Ruchu Oporu z Najwyższym Porządkiem), podczas gdy w pierwszej części gracz brał udział wyłącznie w wydarzeniach związanych z walką Imperium Galaktycznego z Sojuszem Rebeliantów. W grze pojawili się bohaterowie znani z filmu z wymienionych uprzednio epok tacy jak Kylo Ren, Rey czy Darth Maul. W grze nie zabrakło też rozbudowanego trybu gry wieloosobowej w których może wziąć udział maksymalnie czterdziestu graczy. Dodatkowo gracz ma możliwość uczestniczenia w bitwach kosmicznych.

## Dodatki
- Ostatni Jedi (13.12.2017) wzbogacający grę o zawartość z filmu Gwiezdne Wojny: Ostatni Jedi[3]
- Odrodzenie (13.12.2017)[3] wprowadzający trzy nowe rozdziały do kampanii dla jednego gracza odwołujące się do wydarzeń z filmów Gwiezdne Wojny: Przebudzenie Mocy i Gwiezdne Wojny: Ostatni Jedi[5]
- Han Solo (16.05.2018) zainspirowany filmem Han Solo: Gwiezdne wojny – historie[6]
- Wojny klonów (30.10.2018)[7] składający się z gier nawiązujących do ery wojen klonów, udostępnianych graczom na ograniczony czas[8]

## Polska wersja językowa
Gra doczekała się oficjalnego polskiego dubbingu. W polskiej wersji głosów użyczyli m.in.:
- Aleksandra Szwed jako Iden Versio[9]
- Michał Żebrowski jako Gideon Hask[10]
- Antoni Pawlicki jako Del Meeko[11]
- Tomasz Dedek jako Garrick Versio[12]
- Mirosław Zbrojewicz jako Darth Vader[13]
- Anna Dereszowska jako Księżniczka Leia[14]
- Kacper Kuszewski jako Luke Skywalker[12]
- Olaf Lubaszenko jako Lando Calrissian[12]
- Piotr Adamczyk jako Bossk[15]

## Odbiór

### Przed premierą
12 listopada 2017 w serwisie Reddit zamieszczony został post, w którym jego autor skrytykował obecne w grze mikropłatności, wyrażając swoją frustrację wynikającą z konieczności odblokowywania bohaterów. Internauci oszacowali, że odblokowanie niektórych postaci bez wydawania dodatkowych pieniędzy wymagało ok. 40 godzin rozgrywki. Wkrótce pod wspomnianą wypowiedzią pojawił się oficjalny komentarz przedstawiciela Electronic Arts, w którym wyjaśnił on, iż „celem jest sprawienie, aby gracz czuł, że odblokowanie różnych postaci to prawdziwe osiągnięcie”. Odpowiedź ta spotkała się z dużym niezadowoleniem społeczności, otrzymując największą liczbę negatywnych głosów w historii Reddita. W efekcie obniżono ceny postaci, choć zmalała także ilość otrzymywanych przez gracza kredytów służących do ich kupowania. Tymczasowo wyłączono też mikropłatności.

### Po premierze
W styczniu 2018 liczba sprzedanych kopii gry wyniosła 7 milionów, nie spełniając oczekiwań wydawcy.